# ピーベリー (音楽ユニット)
ピーベリーは、かつて活動していた日本の女性歌手デュオ、女性アイドルユニットである。アップフロントプロモーション所属。ハロー!プロジェクトの一員。

## 概要
ハロー!プロジェクトの所属するアップフロントプロモーション（旧・アップフロントエージェンシー）が、2012年6月から放送を開始したテレビ番組『ハロー!SATOYAMAライフ』を中心とした、新プロジェクト“SATOYAMA movement”の活動の一環として、結成させた4組のユニットの内の1組（他に「DIY♡」、「ハーベスト」、「GREEN FIELDS」）である。

## ユニット名
ユニット名はコーヒー豆の種類「ピーベリー（en:Peaberry）」に由来する。

## メンバー
- 和田彩花（元・アンジュルム（旧・スマイレージ））
- 鞘師里保（元・モーニング娘。）

## 略歴
2012年
- 7月20日、ハロー!プロジェクト オフィシャルサイトにてユニットの結成および翌21日から始まる『Hello! Project 誕生15周年記念ライブ 2012 夏 〜ktkr夏のFAN祭り!〜』にて、初の楽曲「キャベツ白書」を披露することを発表[1][3]。
- 10月16日、7月に発表された「ピーベリー」「DIY♡」に加え、“SATOYAMA movement”から「ハーベスト」「GREEN FIELDS」の2ユニットの結成とCDリリースが発表された[2]。
- 11月7日、インディーズレーベルにて「キャベツ白書/フォレストタイム」「フォレストタイム/キャベツ白書」をリリース。

2013年
- 1月2日、“SATOYAMA movement”オフィシャルサイト（1月1日開設）にて、「キャベツ白書」の新アレンジ曲「キャベツ白書〜春編〜」で、2月27日にメジャーデビューする事が発表される[4]。
- 2月5日、YouTube「“SATOYAMA movement”オフィシャルチャンネル」にて、メジャーデビューシングル「キャベツ白書〜春編〜」のミュージックビデオを公開。おばあちゃん役に元内閣総理大臣細川護煕夫人細川佳代子が出演している事が明らかとなった（新アレンジとして挿入された唱歌「故郷」を細川が歌唱している。）[5][6][7][8]。
- 2月27日、メジャーデビューシングル「キャベツ白書〜春編〜」をリリース。
- 5月1日、松原健之のシングルのカップリング曲「思い出してごらん」にコーラスで参加[9]。

2015年
- 12月31日、鞘師里保がモーニング娘。'15を卒業。

2018年（補足）
- 12月7日、鞘師里保がアップフロントプロモーションとの専属マネージメント契約を終了、同時にハロー!プロジェクトも卒業した[10]。

## 作品

### シングル
|                                    | リリース日                     | タイトル                                                                                    | 最高位                         |
| インディーズ (UP-FRONT WORKS）     | インディーズ (UP-FRONT WORKS） | インディーズ (UP-FRONT WORKS）                                                              | インディーズ (UP-FRONT WORKS） |
| ---------------------------------- | ------------------------------ | ------------------------------------------------------------------------------------------- | ------------------------------ |
|                                    | 2012年11月07日                 | キャベツ白書/フォレストタイム（ピーベリー盤） フォレストタイム/キャベツ白書（ハーベスト盤） | 53位                           |
| メジャー (hachama/UP-FRONT WORKS） |                                |                                                                                             |                                |
| 1st                                | 2013年02月27日                 | キャベツ白書〜春編〜                                                                        | 8位                            |

※最高位はオリコンウィークリーチャート

## 出演

### テレビ
- ハロー!SATOYAMAライフ（2012年10月18日[第20回] - 2013年12月26日[最終回]、テレビ東京）[11]
- ハッピーMusic （2013年3月1日、日本テレビ）[12]